# SMS Kaiser Franz Joseph I
O SMS Kaiser Franz Joseph I foi um cruzador protegido operado pela Marinha Austro-Húngara e a primeira embarcação da Classe Kaiser Franz Joseph I, seguido pelo SMS Kaiserin Elisabeth. Sua construção começou em janeiro de 1888 nos estaleiros da Stabilimento Tecnico Triestino em Trieste e foi lançado ao mar em maio de 1889, sendo comissionado na frota austro-húngara em julho do ano seguinte. Era armado com uma bateria principal de dois canhões de 240 milímetros montados em duas torres de artilharia únicas, possuía um deslocamento carregado de quase quatro mil toneladas e meia e alcançava uma velocidade máxima de pouco mais de dezenove nós (36 quilômetros por hora).
O cruzador teve uma carreira tranquila durante suas primeira três décadas de serviço, frequentemente realizando diversas viagens diplomáticas. A Áustria-Hungria recebeu uma concessão em Tianjin, na China, depois do Levante dos Boxers, com o Kaiser Franz Joseph I alternando períodos de serviço no oriente com seu irmão Kaiserin Elizabeth até 1914. Com o início da Primeira Guerra Mundial, o navio permaneceu a maior parte do seu tempo atracado na base de Cátaro, porém deu suporte para algumas operações contra Montenegro. Foi transformado em alojamento flutuante e desarmado no início de 1918, sendo transferido para França depois do fim da guerra. Ele afundou em outubro de 1919.

## Características

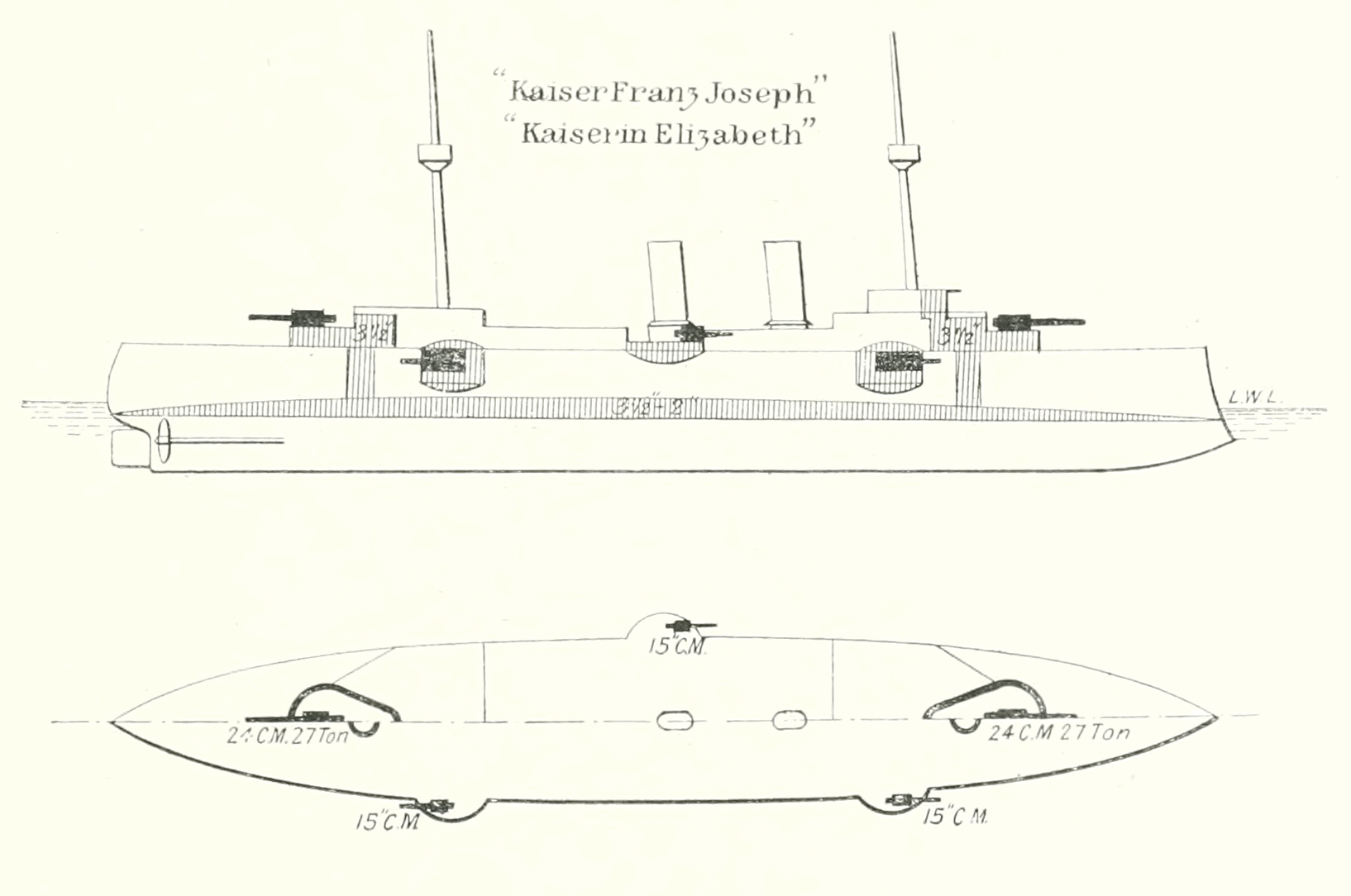
Desenho da disposição de artilharia da Classe Kaiser Franz Joseph I

O Kaiser Franz Joseph I tinha 103,9 metros de comprimento de fora a fora, uma boca de 14,75 metros e um calado de até 5,7 metros. O navio possuía um deslocamento normal de 3 967, porém seu deslocamento carregado chegava a 4 494 toneladas. Seu sistema de propulsão era composto por quatro caldeiras cilíndricas que impulsionavam dois motores de tripla-expansão horizontais, que chegavam a produzir oito mil cavalos-vapor (5 880 quilowatts) de potência. O Kaiser Franz Joseph I era capaz de alcançar uma velocidade máxima de 19,65 nós (36,39 quilômetros por hora). Ele podia carregar até 670 toneladas de carvão, o que lhe dava uma autonomia de 3,2 mil milhas náuticas (5,9 mil quilômetros) a uma velocidade de dez nós (dezenove quilômetros por hora). Sua tripulação era formada por 444 oficiais e marinheiros.
A bateria principal do Kaiser Franz Joseph I consistia em dois canhões Krupp K calibre 35 de 240 milímetros montados em duas torres de artilharia únicas, uma à vante e outra à ré da superestrutura. O armamento secundário tinha seis canhões Krupp SK calibre 35 de 149 milímetros montados em casamatas a meia-nau, três em cada lateral. Também foi equipado com dezesseis canhões Škoda SFK calibre 44 de 47 milímetros mais quatro tubos de torpedo de 400 milímetros. Estes ficavam em montagens únicas localizadas na proa, na popa e uma em cada lateral. O cruzador passou por modernizações em 1905, com seus armamentos principais tendo sido substituídos por dois canhões Škoda SK calibre 40 de 149 milímetros. O cinturão de blindagem tinha 57 milímetros de espessura a meia-nau. As torres de artilharia tinham blindagem de noventa milímetros de espessura, enquanto o convés tinha 38 milímetros. A torre de comando era protegida por blindagem entre cinquenta e noventa milímetros de espessura.

## História

### Tempos de paz
O batimento de quilha do Kaiser Franz Joseph I ocorreu em 3 de janeiro de 1888 na Stabilimento Tecnico Triestino em Trieste sob o nome provisório de "Cruzador Abalroador A". Foi lançado ao mar em 18 de maio de 1889 e comissionado na frota austro-húngara em 2 de julho de 1890, depois de passar por testes marítimos. Pouco depois de entrar em serviço, o imperador Guilherme II da Alemanha convidou a Áustria-Hungria para participar dos exercícios de verão da Marinha Imperial Alemã no Mar Báltico em 1890. O Kaiser Franz Joseph I foi enviado junto com os ironclads SMS Kronprinz Erzherzog Rudolf e SMS Kronprinzessin Erzherzogin Stephanie e o cruzador torpedeiro SMS Tiger para representarem a Marinha Austro-Húngara. O Kaiser Franz Joseph I, sob o comando do contra-almirante Johann von Hinke, partiu em meados de agosto e visitou Gibraltar e Cowes no Reino Unido, onde a rainha Vitória revistou a frota austro-húngara. O cruzador também passou por Copenhague na Dinamarca e Karlskrona na Suécia, juntando-se então aos alemães no Báltico para os exercícios até o início de setembro. No viagem de volta o Kaiser Franz Joseph I parou na França, Portugal, Espanha, Itália e Malta.
Os dois navios da Classe Kaiser Franz Joseph I participaram em junho de 1895 da cerimônia de abertura do Canal Imperador Guilherme, na Alemanha. No ano seguinte o Kaiser Franz Joseph I partiu para o Sudeste Asiático, retornando no final do ano a fim de participar de um bloqueio de Creta durante uma revolta contra o domínio otomano. Em 1898 foi para Lisboa, em Portugal, para participar de celebrações em homenagem ao explorador Vasco da Gama. O navio passou os anos seguintes realizando exercícios de rotinas, sendo modernizado em 1905, quando seus canhões principais foram substituídos por canhões de 149 milímetros e suas armas secundárias elevadas para o convés superior. Foi para a China no final do ano a fim de proteger a concessão austro-húngara em Tianjin, onde permaneceu até 1908. Foi reclassificado como cruzador de 2ª classe no mesmo ano e usado como navio-escola, sendo reclassificado novamente em 1911, desta vez como cruzador pequeno. O Kaiser Franz Joseph I voltou para a China em 1911, com sua tripulação sendo empregada para proteger interesses austro-húngaros em Xangai durante a Revolução Xinhai. A embarcação voltou para casa em 1914.

### Primeira Guerra

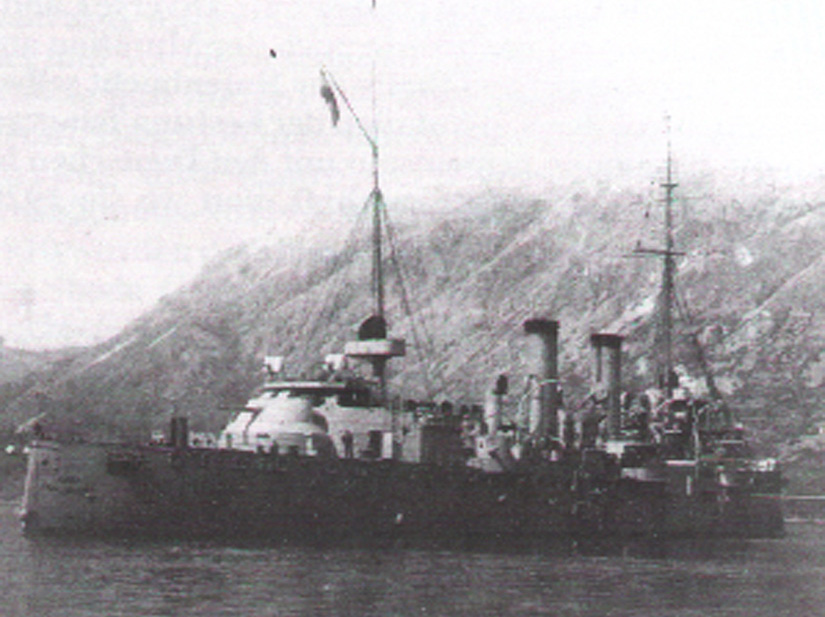
O Kaiser Franz Joseph I em Cátaro

A Primeira Guerra Mundial começou em julho de 1914.  O Kaiser Franz Joseph I estava atuando com a V Divisão de Batalha junto com os três navios de defesa de costa da Classe Monarch e o cruzador torpedeiro SMS Panther na base da Marinha Austro-Húngara em Cátaro. A principal função da formação era defesa litorânea, dever que o Kaiser Franz Joseph I desempenhou durante a maior parte do conflito. Logo em setembro participou de combates contra artilharia montenegrina no alto do Monte Lovćen, que dava vista para a Baía de Cátaro. A V Divisão e as forças franco-montenegrinas duelaram pelo controle até outubro. A chegada dos couraçados austro-húngaros da Classe Radetzky desabilitou dois canhões e forçou o recuo dos restantes para além do alcance.
A Áustria-Hungria e a Alemanha decidiram no final de 1915 que, após conquistarem a Sérvia, Montenegro seria o próximo alvo. O Kaiser Franz Joseph I e o resto da V Divisão começaram uma barragem de artilharia em 8 de janeiro de 1916 contra as defesas montenegrinas no Monte Lovćen que durou três dias. Este bombardeamento permitiu que o XIX Corpo do Exército Austro-Húngaro capturasse a montanha no dia 11. Os austro-húngaros entraram na capital montenegrina de Cetinje dois dias depois, tirando o país da guerra. Depois disso, o Kaiser Franz Joseph I permaneceu ancorado na Baía de Cátaro, raramente deixando o local pelos dois anos seguintes.
Os longos períodos de inatividade começaram a desgastar as tripulações de vários navios da Marinha Austro-Húngara em Cátaro pelo início de 1918. Um motim estourou em 1º de fevereiro, começando a bordo do cruzador blindado SMS Sankt Georg e se espalhando para muitas das embarcações no porto. A tripulação do Kaiser Franz Joseph I hasteou a bandeira vermelha, mas manteve-se neutra na revolta. O motim fracassou e terminou no dia 3. A tripulação do Kaiser Franz Joseph I foi reduzida ao mínimo necessário imediatamente após a revolta, com o navio sendo convertido em um alojamento flutuante. Seus canhões foram removidos e usados em terra.
Ficou claro em outubro de 1918 que a Áustria-Hungria estava a beira da derrota na guerra. O imperador Carlos I decidiu transferir a frota da Marinha Austro-Húngara para o recém-declarado Estado dos Eslovenos, Croatas e Sérvios para que ela não caísse nas mãos dos Aliados. A transferência ocorreu em 31 de outubro. Entretanto, isto não foi reconhecido pelo Armistício de Villa Giusti, assinado pela Áustria-Hungria e Itália três dias depois. Navios italianos, britânicos e franceses entraram em Cátaro em 9 de novembro e tomaram as embarcações austro-húngaras restantes, incluindo o Kaiser Franz Joseph I. Os Aliados concordaram, durante uma conferência realizada em Corfu na Grécia, que a transferência da Marinha Austro-Húngara não poderia ser aceita, mesmo com o Reino Unido expressando certa simpatia. O Estado dos Eslovenos, Croatas e Sérvios finalmente concordou em entregar os navios a partir do dia 10, tendo enfrentado a perspectiva de receber um ultimato dos Aliados pela devolução.
Enquanto Cátaro esteve sob ocupação Aliada após a guerra, o Kaiser Franz Joseph I permaneceu sob administração francesa, pois seria apenas em 1920 quando a distribuição final dos navios seria definida sob os termos do Tratado de Saint-Germain-en-Laye. O cruzador, sob controle francês, foi convertido em um navio depósito de munição. Ele acabou afundando em 17 de outubro de 1919 durante uma forte tempestade enquanto estava ancorado na Baía de Cátaro. Seu naufrágio foi atribuído a várias escotilhas abertas e pelo fato de que estava muito pesado acima da linha d'água devido às munições armazenadas a bordo. Uma equipe de salvamento holandesa descobriu os destroços do Kaiser Franz Joseph I em 1922 e começou operações de recuperação. Alguns de seus equipamentos, como guindastes de convés, acabaram sendo recuperados, porém a maior parte da embarcação permaneceu no fundo da baía. A companhia iugoslava Brodospas também realizou operações de recuperação nos destroços em 1967.